# Yaba
Yaba is een computerspel dat werd ontwikkeld door Sander Spaans voor de Commodore 64. Het spel werd in 1996 door Eagleware International uitgebracht. De muziek is van Bart Coelus. Het denkspel kan door maximaal een speler gespeeld worden.